# NHLRC3
NHLRC3 (англ. NHL repeat containing 3) – білок, який кодується однойменним геном, розташованим у людей на 13-й хромосомі. Довжина поліпептидного ланцюга білка становить 347 амінокислот, а молекулярна маса — 38 283.
| 10         |  | 20         |  | 30         |  | 40         |  | 50         |
| ---------- |  | ---------- |  | ---------- |  | ---------- |  | ---------- |
| MARFWVCVAG |  | AGFFLAFLVL |  | HSRFCGSPVL |  | RNFTFAVSWR |  | TEKILYRLDV |
| GWPKHPEYFT |  | GTTFCVAVDS |  | LNGLVYIGQR |  | GDNIPKILVF |  | TEDGYFLRAW |
| NYTVDTPHGI |  | FAASTLYEQS |  | VWITDVGSGF |  | FGHTVKKYSS |  | FGDLVQVLGT |
| PGKKGTSLNP |  | LQFDNPAELY |  | VEDTGDIYIV |  | DGDGGLNNRL |  | IKLSQDFMIL |
| WLHGENGTGP |  | AKFNIPHSVT |  | LDSAGRVWVA |  | DRGNKRIQVF |  | DKDTGEWLGA |
| WNNCFTEEGP |  | SSVRFTPDGK |  | YLIVAQLNLS |  | RLSVVAAPPV |  | GSIGECSVIS |
| TIQLADQVLP |  | HLLEVDRKTG |  | AVYVAEIGAK |  | QVQKYVPLNS |  | YVPSFGS    |

A: Аланін

C: Цистеїн

D: Аспарагінова кислота

E: Глутамінова кислота

F: Фенілаланін

G: Гліцин

H: Гістидин

I: Ізолейцин

K: Лізин

L: Лейцин

M: Метіонін

N: Аспарагін

P: Пролін

Q: Глутамін

R: Аргінін

S: Серин

T: Треонін

V: Валін

W: Триптофан

Задіяний у такому біологічному процесі, як альтернативний сплайсинг. 
Секретований назовні.